# Hermann von Wangenheim
Friedrich Hermann Albrecht von Wangenheim, auch Friedrich Hermann Albert Freiherr von Wangenheim (* 31. März 1807 in Sonneborn; † 29. Oktober 1889 in Waake) war ein deutscher Jurist, hannoverscher Klosterrat, Klosterkammerdirektor 1851–61 und Politiker.

## Leben
Friedrich Hermann Albrecht von Wangenheim war Sohn des meiningenschen Oberforstmeisters von Wangenheim. Nach dem Schulbesuch der Ritterakademie Lüneburg ab 1822 studierte er von 1824 bis 1827 Rechtswissenschaften an der Universität Göttingen. Nach dem Studium schlug er die Verwaltungslaufbahn im Königreich Hannover ein und wurde 1831 Amtsassessor in Syke. 1838 kam er als Assessor zur Klosterkammer Hannover, wo er ab 1839 als Klosterrat agierte und deren Führung er von 1852 als Direktor der Klosterkammer innehatte. Daneben fand er unter Innenminister Johann Carl Bertram Stüve auch diplomatische Verwendung, so bereits 1848 als interimistischer Gesandter des Königreichs bei der Deutschen Bundesversammlung in Frankfurt/Main. 1850 war er als Geheimer Legationsrat Bevollmächtigter Hannovers beim Verwaltungsrat der deutschen Regierungen in Berlin. Das Dreikönigsbündnis verhandelten 1849 Stüve und er gemeinsam für Hannover mit General Joseph von Radowitz für Preußen.
Bereits 1839 hatte er als Assessor zum Hannoverschen Staatsrat gefunden. Von 1840 bis 1818 war von Wangenheim außerordentliches Mitglied des Staatsrates, dann von 1849 bis 1855 berufenes Mitglied des Staatsrats und von 1856 bis zur Annexion Hannovers durch Preußen 1866 wieder außerordentliches Mitglied des Staatsrates. Er gehörte dessen Abteilung für die geistlichen und Unterrichts-Angelegenheiten an.
1851 hatte er sich in Hannover mit Charlotte von Wangenheim (1828–1911), Tochter der Améli von Hake-Hasperode (1806–1884) und des Freiherrn Adolf von Wangenheim (1797–1858), verheiratet. Der Politiker Adolf von Wangenheim-Wake ist ihr Sohn und Erbe von Eldenburg in der Westprignitz, Nordbrandenburg. Ihre Tochter Hedwig (1859–1945) heiratete den Juristen Freiherr Bernhard von Hammerstein-Loxten (1853–1907). Die Politiker Freiherr Walrab von Wangenheim und Adolf Freiherr von Wangenheim sind Enkel und Urenkel.

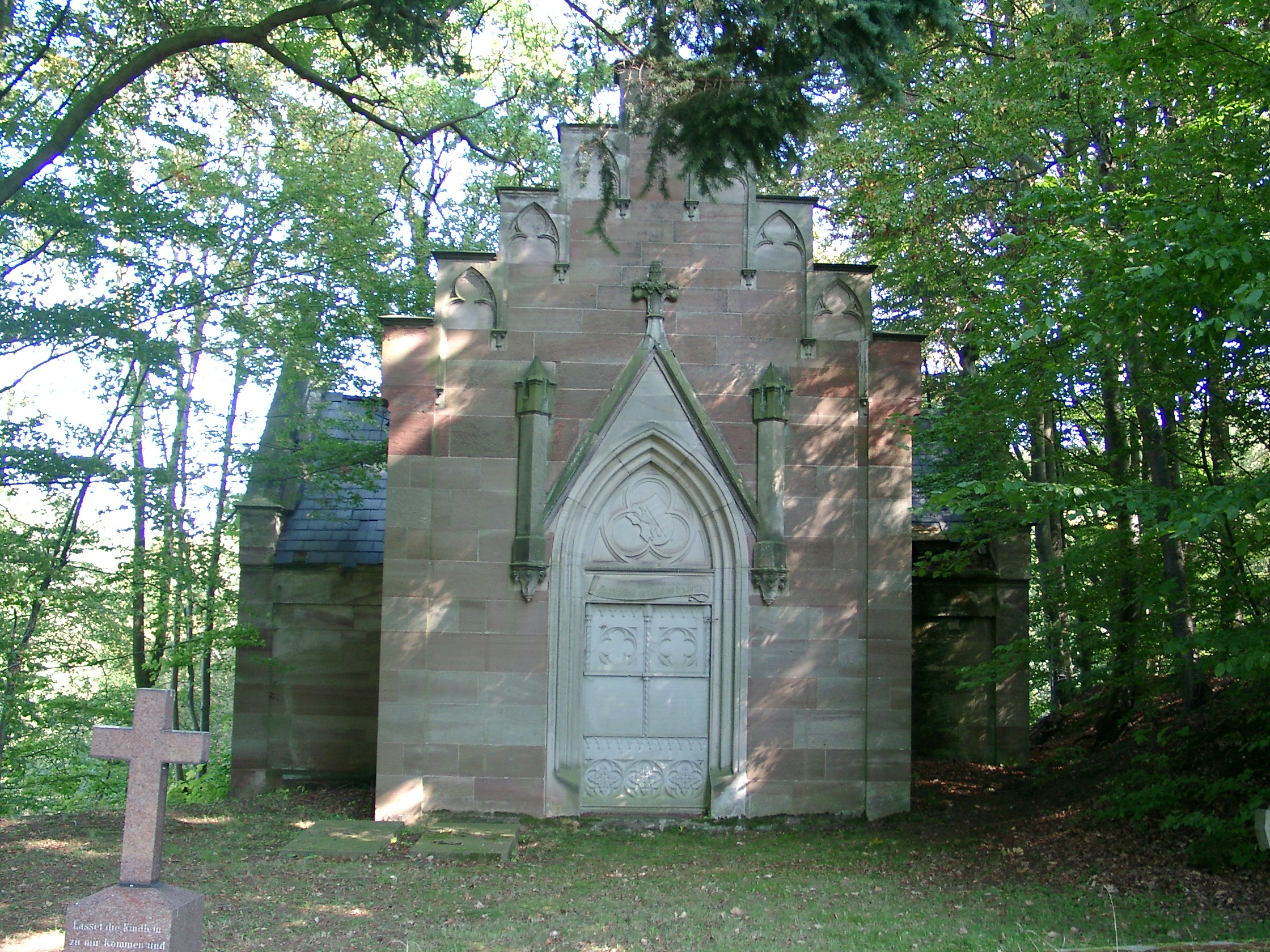
Mausoleum v. Wangenheim in Waake

Nach 1866 zog er sich auf sein Gut Waake bei Göttingen zurück. Wangenheim widmete sich der eigenen Familiengeschichte, die er in zwei Bänden veröffentlichte. 1868 erwählte ihn die Societät der Wissenschaften in Göttingen zu ihrem Ehrenmitglied.
Er wurde im Mausoleum der Familie in Waake beigesetzt.

## Auszeichnungen
- Guelphen-Orden, Ritter (1845)[8]

## Schriften
- (Hrsg.) Actenstücke zur neuesten Geschichte Deutschlands mit besonderer Beziehung auf Hannover. Hannover 1848.
- Regesten und Urkunden zur Geschichte des Geschlechtes Wangenheim. Band I, Fr. Culemann, Hannover 1857. Digitalisat; Band II, E. A. Huth, Göttingen 1872. Digitalisat
- Beiträge zu einer Familiengeschichte der Freiherrn von Wangenheim (..) auf dem Grund der vorangegangenen beiden Urkunden-Sammlungen. Verlag E. A. Huth, Göttingen 1874. Digitalisat